# لخزاره
لخزاره (به عربی: لخزارة) یک شهرداری در الجزایر است که در استان قالمه واقع شده‌است. لخزاره ۸٬۱۵۴ نفر جمعیت دارد.